# Geoff Eley
Geoff Eley (geboren am 4. Mai 1949 in Burton-upon-Trent, Staffordshire) ist ein britischer Historiker für deutsche Geschichte. Er ist Karl Pohrt Distinguished University Professor an der University of Michigan in Ann Arbor.

## Leben
Geoff Eley studierte Geschichte am Balliol College der Oxford University und erhielt seinen Doktor der Philosophie von der University of Sussex im Jahr 1974. Er unterrichtete an der University of Michigan, Ann Arbor, an der Fakultät für Geschichte seit 1979 und an der Fakultät für German Studies seit 1997.
Eleys frühe Arbeiten beziehen sich auf das radikale imperialistische Deutschland und den Faschismus, aber sie umfassen mittlerweile auch die theoretische und methodische Reflexion der Geschichtsschreibung und die Geschichte der politischen Linken in Europa.
Eley ist speziell für seine frühe Studie bekannt The Peculiarities of German History (zuerst in Deutsch als: Mythen deutscher Geschichtsschreibung im Jahr 1980 veröffentlicht), Mitautor war David Blackbourn (ebenfalls ein britischer Historiker, der an der Vanderbilt University lehrte), welche die Sonderwegthese in der deutschen Geschichtsschreibung kritisierte. Ihre Kritik basiert auf den drei Grundgedanken, dass ein Sonderweg einen Normalweg voraussetzen würde, von dem er sich abhebt, was dann aber das Problem schafft, einen quasi dogmatischen Normalweg definieren zu müssen. Außerdem lehnen sie die These ab, dass das Bürgertum zu einem bestimmten Zeitpunkt in der Geschichte notwendig eine Revolution machen müsse, um die Herrschaft zu übernehmen. Sie argumentieren, dass im deutschen Kaiserreich (1871 bis 1918) die Bürgerschaft die herrschende Elite quasi selbst zu Bürgern geformt hätte und vor allem ihre wirtschaftlichen Interessen sehr wohl habe durchsetzen können. Auch verweisen sie darauf, dass auch in England das Bürgertum nicht allein die Herrschaft erlangt habe. Sie warnen auch davor, die deutsche Geschichte rückblickend als zwingend auf das „Dritte Reich“ zulaufen zu betrachten, da man dann vom Ziel her einen Tunnelblick rückwärts in die Geschichte erhalte und alles nur noch auf diesen einen Punkt hinauslaufend sehe.
Sein erfolgreichstes Buch ist Forging Democracy. The History of the Left in Europe, 1850–2000. Es wurde ins Spanische, Portugiesische, Serbische, Koreanische, Türkische und Griechische übersetzt. Zuletzt hat er einige Aufsätze zum Faschismus mit dem Titel Nazism as Fascism. Violence, Ideology, and the Ground of Consent in Germany, 1930–1945 in der Routledge Press publiziert.

## Werke (Auswahl)
- Nazism as Fascism. Violence, Ideology, and the Ground of Consent in Germany, 1930–1945. London: Routledge, 2013, ISBN 978-0415812634.
- After the Nazi Racial State. Difference and Democracy in Germany and Europe. Ann Arbor: University of Michigan Press, 2009, ISBN 978-0472033447.
- The Future of Class in History. What’s Left of the Social? (mit Keith Nield). Ann Arbor: University of Michigan Press, 2007, ISBN 978-0472069644.
- A Crooked Line. From Cultural History to the History of Society. Ann Arbor: University of Michigan Press, 2005, ISBN 0472069047.
- Forging Democracy. The History of the Left in Europe, 1850–2000. New York: Oxford University Press, 2002, ISBN 0195044797.
- Reshaping the German Right. Radical Nationalism and Political Change after Bismarck. London and New Haven: Yale University Press, 1980; new ed. 1991, ISBN 0472081322.
- Wilhelminismus, Nationalismus, Faschismus. Zur historischen Kontinuität in Deutschland. Münster: Verlag Westfälisches Dampfboot, 1991, ISBN 3924550476.
- Labor History, Social History, „Alltagsgeschichte“. Experience, Culture, and the Politics of the Everyday – a New Direction for German Social History? In: The Journal of Modern History, Vol. 61, No. 2, Juni 1989.
- From Unification to Nazism. Reinterpreting the German Past. London: Routledge, 1986, ISBN 0415084881.
- The Peculiarities of German History (mit David Blackbourn). Oxford: Oxford University Press, 1984, ISBN 0198730578.